# Eclissi solare del 30 giugno 1935
L'eclissi solare del 30 giugno 1935 è stato un evento astronomico che ha avuto luogo il suddetto giorno attorno alle ore 19.59 UTC. Tale evento ha avuto luogo in nord Eurasia e nord-est del Nord America. L'eclissi del 30 giugno 1935 è stata la terza eclissi solare nel 1935 e l'82ª nel XX secolo. La precedente eclissi solare è avvenuta il 3 febbraio 1935, la seguente il 30 luglio 1935.
Il giorno della luna nuova (novilunio), la differenza tra le distanze apparenti di luna e sole osservate sulla terra è estremamente piccola. In tale momento, se la luna si trova in prossimità del nodo lunare, cioè uno dei due punti in cui la sua orbita interseca l'eclittica, si verifica un'eclissi solare. Quando vi è assenza di ombra e la penombra raggiunge parte dell'estremità settentrionale o meridionale della terra, si verifica un'eclissi solare parziale,  che si verifica quindi presso le regioni polari della Terra.

## Percorso e visibilità
Questa eclissi solare parziale poteva essere vista nel Canada settentrionale, in Groenlandia, nelle isole britanniche, nella maggior parte del Nord Europa esclusa la regione meridionale e nella parte settentrionale dell'Unione Sovietica, ora Russia. Nella maggior parte dei territori, l'eclissi solare è risultata visibile il 30 giugno, mentre nel nord est dell'Unione Sovietica la data dell'eclissi corrispondeva al 1º luglio, tra queste ultime alcune aree erano soggette al Sole di mezzanotte e l'eclissi è perdurata dalla mezzanotte del 30 giugno sino a tarda mattinata del primo luglio.

## Eclissi correlate

### Eclissi solari 1935 - 1938
Questa eclissi è un membro di una serie semestrale. Un'eclissi in una serie semestrale di eclissi solari si ripete approssimativamente ogni 177 giorni e 4 ore (un semestre) in nodi alternati dell'orbita della Luna.